# Imperial-Regia Privilegiata Strada Ferrata Ferdinandea Lombardo-Veneta
L'Imperial-Regia Privilegiata Strada Ferrata Ferdinandea Lombardo-Veneta (in tedesco k.k. priv. Lombardisch-Venetianische Ferdinandsbahn) fu una società per azioni del Regno Lombardo-Veneto che si propose di progettare, costruire e gestire una linea ferroviaria tra Venezia e Milano.

## Storia

### I prodromi
Il 2 settembre 1835 la Camera di Commercio di Venezia esaminò la domanda di costituzione di una Società in accomandita presentata dall'ingegnere Francesco Varé e da Sebastiano Wagner, un commerciante locale. I due imprenditori chiedevano che la Società fosse autorizzata a costruire una strada ferrata da Venezia a Milano. Varé aveva studiato la letteratura tecnica inglese e tedesca, Wagner lo aveva aiutato con traduzioni e con una sorta di “studio di fattibilità” sondando i colleghi interessati al traffico. Il progetto era ambizioso per le difficoltà tecniche date da questo mezzo di trasporto del tutto nuovo e per le dimensioni economiche che si intravedevano a causa della necessità di opere d'arte imponenti quali tunnel, ponti, scavi, terrapieni e soprattutto il prevedibile ponte sulla Laguna.
Il 14 ottobre 1835 la Camera di Commercio di Venezia sottopose la domanda al Governo delle province venete. Il Governo si mostrò interessato e venne formata una commissione di cinque membri per avviare studi più approfonditi.
(Carlo Ilarione Petitti di Roreto, Delle strade ferrate italiane e del migliore ordinamento di esse, Tipografia e libreria elvetica, Capolago, 1845, p. 144.)
Il 26 ottobre 1835, infatti, morì Sebastiano Wagner.
Il 28 gennaio 1836 la commissione pose a Varé una serie di domande tendenti a chiarire in dettaglio i problemi possibili e le possibili soluzioni. La risposta di Varé fu puntuale e sottolineò come Milano, in pratica, avrebbe avuto un porto di mare a Venezia, a sole sei ore di distanza. La spesa preventivata per questa ferrovia era di 20 milioni di lire austriache. Varé, adeguatamente ricompensato, accettò di recedere dalla richiesta del privilegio a suo nome, scomparve dalla storia delle ferrovie.
Il progetto di Varé tendeva semplicemente a unire le due capitali del Regno Lombardo-Veneto per la via più breve percorrendo una linea retta fino all'altezza di Mantova, aggirava i Colli Euganei a sud a Monselice per dirigersi su Fusina, abituale punto di attracco delle imbarcazioni da e per Venezia, posta alla foce del Brenta, trafficata via d'acqua verso l'entroterra patavino. La commissione osservò che le province di Vicenza, Padova e Treviso non sarebbero state servite e suggerì un tracciato che partisse da Mestre, sfiorasse Padova, si inoltrasse fra i Colli Berici ed Euganei verso Lonigo per poi dirigersi verso Milano attraverso la pianura. A questo schema, in sede di “supplica” per ottenere il “privilegio”, verranno in seguito aggiunti alcuni tratti di collegamento con le principali città cui la ferrovia si avvicinava senza però toccare (Vicenza, Verona, Mantova ecc.). Questa prima ipotesi di tracciato venne poi definita “linea delle campagne” perché, appunto, non serviva nessuna grande città intermedia.
Nell'aprile del 1835 Salomon Rotschild aveva chiesto il “privilegio” per una ferrovia Vienna-Bochnia (una struttura che con i rami laterali arrivava a ben 444 chilometri). Il privilegio fu concesso il successivo 21 novembre. Tempi brevissimi per la burocrazia asburgica, efficace ma lenta.
Il 19 aprile 1836, con la speranza di ottenere un simile trattamento, due componenti la Commissione veneziana (Federico Oexle e Giuseppe Reali) partirono per Vienna allo scopo di presentare la “supplica” all'imperatore. Contestualmente vennero cercati dei contatti con la omologa Camera di commercio di Milano che esitò ad aderire. Una settimana dopo, il 26 aprile a Milano, forse preoccupati delle intenzioni del “veneziani” di procedere comunque e di perdere così un'opportunità rischiosa ma potenzialmente lucrosa, 24 dei 49 partecipanti sottoscrissero quanto necessario agli studi preparatori, si autodefinirono “soci fondatori” e nominarono una commissione di dieci delegati che dovevano prendere i contatti con la delegazione veneta. Il capitale venne portato a 30.000.000 di lire austriache e programmato un protocollo di prenotazione delle azioni della futura società. Nel frattempo i commissari veneziani si erano posti il problema dell'ingegnere da porre a capo del progetto. Il 19 aprile era stata inoltre inviata una lettera all'ingegnere Giovanni Milani che si trovava a Lubecca. Milani accettò con entusiasmo: 
(Ibidem, pag. 37. Nota 32.)
Il 26 maggio, sei delegati (tre di Venezia e tre di Milano) si incontrarono a Verona dove si affrontò il problema del ponte sulla laguna, opera immane, che i milanesi ritenevano inutile in rapporto al costo mentre veniva ritenuta essenziale dai veneziani. Il capitale sociale fu innalzato a 40 milioni di lire austriache. Purtroppo i tempi per ottenere il privilegio si dilatarono quando la Cancelleria aulica decise di emanare una legge per disciplinare il settore. A settembre i delegati veneziani, a mani vuote, rientrarono da Vienna.

### Una nuova proposta
Nel numero di giugno 1836, sul prestigioso periodico “Annali universali di statistica” apparve un articolo di Carlo Cattaneo “Ricerche sul progetto di una strada di ferro da Milano a Venezia”, destinato a sconvolgere la storia della società ferroviaria.
L'articolo di Cattaneo, puntigliosamente preparato, segnò subito una svolta nella concezione della linea. Molte erano le proposte del pubblicista milanese. Principalmente, il ponte sulla laguna andava fatto (cosa che piacque a Venezia) ma la linea doveva avere una andamento del tutto differente da quello prospettato nei primi progetti. Era la cosiddetta “linea delle città” (o “delle sei città”: Milano, Brescia, Verona, Vicenza, Padova e Venezia). Il tracciato non sarebbe stato rettilineo; però avendo eliminato i tronchi di collegamento, si sarebbe ridotto da 174 a 136 miglia.
Nel numero di dicembre 1836 degli “Annali”, Cattaneo presentò le idee di Tommaso Meduna per la costruzione del ponte sulla laguna: "Primi studi dell'ingegnere Tomaso Meduna di Venezia, intorno al Progetto di un Ponte sulla veneta laguna ad uso della strada ferrata tra Venezia e Milano".
Il 25 febbraio 1837 l'imperatore firmò la Sovrana Risoluzione che permetteva la nascita di una Società per Azioni alla quale veniva promesso il richiesto e necessario “privilegio”. Prima l'attesa e poi la firma della Risoluzione scatenò una corsa alle azioni con casi di aggiotaggio anche internazionale che vennero repressi dalle autorità e che Carlo Ilarione Petitti di Roreto profeticamente stigmatizzò come assolutamente deleteri allo sviluppo del concetto stesso di trasporto ferroviario.
La Società non era ancora stata fondata, il percorso della linea non era ancora deciso e non era stato nemmeno scelto definitivamente l'ingegnere progettista. Le ipotesi quindi si susseguivano e valenti ingegneri presentarono (richiesti o meno) le loro ipotesi.
Il 25 maggio 1837 a Giovanni Milani viene affidato l'incarico di ingegnere in capo. A fine giugno il progetto dello statuto sociale era pronto. Il 12 luglio i dieci fondatori veneti garantirono da soli la somma di un milione di fiorini (circa tre milioni di lire austriache) per dare inizio al progetto.
Rimaneva un problema: in Veneto il tracciato era ben definito secondo la proposta di Cattaneo che aveva il pregio di accontentare tutte le maggiori città. Il percorso in Lombardia, per contro, era soggetto a critiche perché da Milano si dirigeva a Brescia e da qui a Verona lasciando scoperta tutta la parte della pianura cremonese e mantovana e, soprattutto passava ben lontano da Bergamo.
Il 30 giugno 1837, Giovanni Milani giunse a Milano e vi trovò la prima “grana”. Imprenditori bergamaschi, allarmati per la lontananza della ferrovia dalla loro città, formarono un comitato guidato dal vicepresidente della locale Camera di Commercio, Giovanni Battista Bottaini. La “Commissione Bottaini” si recò a Milano per incontrare vari esponenti interessati alla ferrovia: il governatore Hartig che bollò la richiesta come campanilistica, Carmagnola della Sezione lombarda della Società che fu meno duro ma altrettanto negativo. Milani rifiutò semplicemente il colloquio. Per inciso, la commissione contattò anche l'ingegner Giuseppe Bruschetti che suggerì un percorso Monza-Bergamo e per questo di rivolgersi all'ingegnere Giulio Sarti che aveva progettato la ferrovia Milano-Monza, committente Johann Putzer von Reibegg della Casa Holzhammer di Bolzano, ed era in attesa della concessione. La soluzione di innestare la Venezia-Milano via Brescia-Bergamo-Monza cominciò ad aleggiare nelle menti degli interessati. 
(Cfr. A. Bernardello, cit, p. 81)
Il 21 agosto 1837, alle ore 9 del mattino, si aprì il primo congresso dei rappresentanti dei voti (non ancora azionisti). Fra contrasti legali e formali durò sedici ore ma riuscì a chiudersi con un risultato positivo. L'impresa sarebbe partita. La società sarebbe nata.
Milani, aveva iniziato i lavori prima ancora del congresso. Egli stesso si recò sul terreno per controllare la fattibilità dei vari studi. I problemi da affrontare erano l'assoluta necessità di mantenere le pendenze entro il 3 per mille e i raggi delle curve i più ampi possibile, sull'ordine dei 500–700 m (ma anche 1000 metri). Entro l'aprile del 1838 era stata livellata l'intera linea In linea di massima la linea seguiva il suggerimento di Cattaneo che nel frattempo era stato nominato segretario della sezione lombarda.
Alla fine di ottobre del 1837 la Commissione Bottaini tornò alla carica con Milani e Cattaneo per la deviazione della linea. Cattaneo fu fieramente contrario argomentando che il costo sarebbe aumentato di circa 10 milioni di lire (su oltre 50 previsti). Contestualmente l'ingegner Sarti protestava con la Commissione perché ancora non gli era stata affidata la costruzione della Bergamo-Monza. I “bergamaschi”, per contro, volevano attendere che da Vienna giungesse alla ditta Holzhammer il “privilegio” per la Milano-Monza, senza la quale deviare la Ferdinandea sembrava quasi impossibile. Il governatore Hartig, tenne a precisare che, poiché la società della Venezia-Milano aveva anch'essa a suo tempo (17 giugno 1836) richiesto un privilegio per una linea da Milano a Monza, aveva quindi la precedenza sui secondi arrivati. Un incontro, alla fine avvenne. Milani cassò la proposta suggerendo un tronco Treviglio-Bergamo. La Commissione non ne volle nemmeno sentir parlare e affidò all'ingegner Sarti l'incarico di costruire la Bergamo-Monza subordinandola però all'attivazione della Milano-Monza. Arrivò quindi la notizia che il privilegio per la Milano-Monza era stato concesso a Johann Putzer von Riebegg il quale, nel frattempo, si era molto speso per il buon andamento di quest'ultimo progetto. La supplica per il privilegio della linea Bergamo-Monza venne inoltrata a Vienna il giorno 8 maggio 1838.
Nel gennaio 1838 venne presentato il progetto di Milani. Il tracciato ripercorreva l'idea di Cattaneo della “linea delle sei città” con alcune varianti. Da Milano si arrivava a Brescia con un rettifilo che toccava Treviglio, Romano e Chiari; da Brescia si dirigeva con ampia curva verso Castiglione delle Stiviere per evitare le colline del Garda. Passato il Mincio la linea si dirigeva a Verona e di qui verso Montebello e Vicenza proseguendo per lambire Padova e inoltrarsi verso Mestre; infine passando vicino al Forte di Marghera imboccava il ponte sulla Laguna per terminare a Venezia. Il progetto prevedeva tronchi secondari per Bergamo, Mantova e Desenzano.

### Il problema del ferro
Un fattore estremamente importante per il contenimento dei costi era dato dalle rotaie e in genere dai prodotti ferrosi (cuscinetti, ecc) che dovevano essere utilizzati. Trattandosi di una ferrovia di tanta lunghezza, tutte le differenze unitarie, anche minime, si trasformavano in enormi differenze di costo se rapportate all'intera opera.
Per la fornitura di rotaie le alternative, nel Regno Lombardo-Veneto erano poche: i "raili" potevano essere acquistati nelle ferriere “nazionali” (in Stiria, Carinzia, Boemia) oppure dovevano provenire dalla Gran Bretagna, riconosciuta maestra delle tecnologie produttive del settore.
Le fucine dell'impero asburgico non erano in grado di produrre in tempi brevi l'inusitata quantità di rotaie che improvvisamente venivano richieste. Erano in costruzione la Linz-Budweis e la Nordbahn e la Ferdinandea si prospettava di altrettanto importanti dimensioni. In tutto il continente ferrovie venivano ipotizzate, progettate e costruite. La domanda era ai massimi e per ottenere rotaie dalla Gran Bretagna bisognava prenotare la fornitura con almeno un anno di anticipo. La qualità del ferro “nazionale”, inoltre, non era adatta allo scopo e i costi di trasporto portavano a raddoppiare il prezzo dei prodotti siderurgici.
Tutte queste valutazioni, in realtà a malapena nascondevano il fatto che il prodotto delle ferriere “nazionali” sarebbe costato quasi il doppio di altrettante tonnellate di materiale di migliore qualità che provenisse dalla Gran Bretagna.
La domanda della Società ferroviaria, di poter acquistare il ferro in Gran Bretagna scatenò la reazione degli industriali carinziani che nell'agosto 1838 fecero pressione perché fosse negato il permesso o che, almeno, gli acquisti fossero gravati di un pesante dazio. La differenza di costo fra ferro importato e ferro “nazionale” si sarebbe ridotta. A tutto vantaggio delle siderurgie austriache (e quindi a protezione del mercato interno) ma a detrimento dell'economia del Lombardo-Veneto. La società ferroviaria, a costi aumentati avrebbe dovuto aumentare le tariffe e questo avrebbe generato il rischio di “ingessare” il mercato che avrebbe ottenuto minori vantaggi dall'infrastruttura. Di non secondaria importanza il fattore 'italiano' che appariva un controluce. Ci si chiedeva infatti per quale motivo un'impresa dell'impero che nascesse in Italia dovesse essere svantaggiata nella sua formazione per favorire altre imprese, dello stesso impero, incapaci di reggere la concorrenza internazionale ma più vicine a Vienna.

### La società prende nome: Imperial-Regia Privilegiata Strada Ferrata Ferdinandea Lombardo-Veneta
Con due successive sovrane risoluzioni (29 dicembre 1837 e 18 giugno 1838) veniva infine emanata la normativa per la concessione delle strade ferrate, con cui lo Stato austriaco cercava di regolamentare l'evoluzione delle strade ferrate". In luglio 1838 (a oltre un anno dalla presentazione) furono finalmente approvati gli statuti sociali ma il loro definitivo ottenimento slittò all'inizio di dicembre 1838. Solo allora la società poté fregiarsi del nome: “Imperial-Regia Privilegiata Strada Ferrata Ferdinandea Lombardo-Veneta”.
Nel giugno 1839 Milani si recò a Vienna per adoperarsi all'ottenimento del “privilegio” che ancora tardava e che era necessario all'inizio dei lavori di costruzione. Poco dopo fu raggiunto dai due presidenti delle due commissioni, Reali e Brambilla, che iniziarono il lavoro di lobbying per smuovere le lentezze della burocrazia viennese. Il progetto doveva passare all'esame del Consiglio Aulico di Guerra e poi della Camera Aulica.
L'importazione del ferro (essenziale per ridurre i costi) doveva essere decisa dal Gabinetto Imperiale, sottoposto alle pressioni dei padroni delle ferriere della Carinzia e quindi “più nazionali”.
Nel novembre 1839 giunse il permesso di costruire il ponte sulla laguna. Ancora al 15 novembre si dava per probabile la firma del privilegio “non prima della fine di gennaio 1840”. Erano già passati oltre quattro anni dalle prime proposte di Wagner e Varè.
Nei primi mesi del 1840 il banchiere viennese Eskeles, profondamente interessato alla Milano–Monza propose a Treves, esponente dei “veneziani”, di limitare la ferrovia Ferdinandea al percorso Venezia-Brescia e lasciare la tratta Brescia-Milano (ovviamente via Bergamo-Monza) alla società concorrente.
Il 7 aprile 1840 l'imperatore Ferdinando I firmò la Sovrana Risoluzione del privilegio. Questa sanciva la nascita della Imperial Regia Strada Ferrata Ferdinandea Lombardo-Veneta Il 30 aprile 1840 giunse alla Direzione la notizia ufficiale della concessione del privilegio; il 30 maggio si ebbe una riunione degli amministratori che fissarono al 30 luglio, a Venezia, il successivo congresso degli azionisti. Nel frattempo si cominciarono a muovere i primi passi per la costruzione vera e propria, per gli espropri nelle tratte Venezia-Padova e, significativamente, fra Milano e Treviglio. Questa seconda tratta era particolarmente importante perché doveva frenare le pretese dei concorrenti. In mezzo a complesse e non del tutto legali operazioni borsistiche, Eskeles arrivò a proporre la fusione delle società gettando tutto il suo peso finanziario e quello di veri o presunti azionisti viennesi che dichiaravano di possedere 36.000 azioni della Ferdinandea su 50.000
Il 27 giugno 1840 giunse la notizia che l'imperatore aveva rifiutato la concessione per la tratta Monza-Bergamo, senza quel collegamento tutto il castello progettuale di una Milano-Monza-Bergamo-Brescia crollava. L'azione dei “bergamaschi” si concretizzò allora nell'assunzione dell'avvocato Castelli che doveva difendere la tesi: poiché gli azionisti della Ferdinandea non avevano mai discusso il tracciato il Congresso poteva stabilire quale linea sarebbe stata più conveniente. Venne deciso che si sarebbe formata una commissione che, in quattro mesi, avrebbe dovuto scegliere il percorso. Diatribe e rinunce frenarono i lavori della commissione che tenne la prima seduta il 5 dicembre 1840 ben oltre i quattro mesi previsti. L'ingegner Milani che si era auto-esiliato a Verona sosteneva che il suo progetto era indivisibile e che, se fosse stato cambiato, avrebbe citato la Società.
Il 17 agosto 1840 veniva inaugurata la Milano-Monza primo punto di appoggio all'azione dei “bergamaschi” e di Eskeles. Una ridda di proposte esplose in tutte le aree lombarde interessate al tracciato. Ognuna cercava di massimizzare i vantaggi economici che la ferrovia avrebbe “ricevuto” da una scelta piuttosto che da un'altra. Il 7 gennaio 1841, dopo una serie di contatti solo parzialmente utili, Milani venne licenziato. Dopo anni di discussioni, “suppliche”, progetti, dopo risorse e tempo investiti, la Società si trovava senza un progetto definitivo e senza un ingegnere in capo per portare avanti la costruzione della ferrovia. Al posto di Milani venne chiamato l'ingegner Luigi Duodo.
Un dettaglio interessante fu la scelta di Milani, concentrato sulla difesa del “suo” tracciato, di imperniare su Treviglio le possibili sinergie per migliori collegamenti con Mantova, Lodi, Cremona e che si predisponevano al possibile collegamento con Piacenza, Parma, Reggio Emilia e Modena. Era in nuce il progetto, realizzato solo quindici anni dopo, della Strada ferrata Centrale Italiana.

### Iniziano i primi lavori; ma senza un tracciato definitivo
Il 21 dicembre 1840 venne affidata all'imprenditore Antonio Tallachini la costruzione della tratta Mestre-Padova. I lavori iniziarono in gennaio. Il 15 febbraio 1841 fu definito il capitolato d'appalto per il Ponte sulla laguna. Se lo aggiudicò Antonio Busetto detto Petich; il contratto venne firmato nell'aprile del 1841. Il 25 aprile 1841, giorno di San Marco, autorità civili, militari e religiose parteciparono alla cerimonia della posa della prima pietra della stazione di Venezia Santa Lucia.
Se Cattaneo, nel 1836 lamentava che nessuno presentava idee e progetti per il tracciato della Ferdinandea, nel 1841 doveva essere contento. Nel 1836, però, le proposte erano quasi puramente accademiche, nel 1841 gli interessi in gioco erano ben altri e portarono la polemica a livelli roventi. Alla fine i documenti presentati sull'argomento arrivarono alla ragguardevole entità di 55.
Forme di dissenso rivelarono accordi segreti fra i maggiori azionisti. Questi erano i banchieri austriaci che divennero quindi dei babau stranieri e la polemica cominciò ad assumere toni nazionalisti quando l'accusa divenne quella di “sabotaggio straniero di un'impresa italiana”.
Il 20 marzo 1841, otto mesi dopo il Congresso del luglio 1840, scontando così i quattro mesi di ritardo nell'insediamento, la Commissione Castelli, a Venezia emise il suo verdetto. Venne decisa una linea definita “superiore” che seguisse il tracciato Chiari – Palazzolo – Bergamo – Trezzo - Monza – Milano ed era da considerarsi migliore perché dava speranza di maggiori utili. I bergamaschi avevano fondate speranze di riuscire, quindi, a far dirottare la Ferdinandea. Accordi tecnici, economici e di trasporto venivano già ipotizzati.
La Milano-Monza che già operava avrebbe visto la rapida costruzione del secondo, previsto, binario; avrebbe subito un adeguamento dello scartamento a quello della Ferdinandea, il traffico di lunga percorrenza sarebbe stato appannaggio di quest'ultima società in entrambi i tronchi mentre sul tratto Bergamo-Milano merci e viaggiatori sarebbero stati trasportati dalle società minori (la Milano-Monza e la futura Monza-Bergamo). Si prevedeva la costruzione di una nuova stazione di Porta Nuova, “portandola anche, se occorre, nell'interno di Milano”. I bergamaschi cantavano vittoria
Nel frattempo una crisi economica imperversava in Europa. Le Borse crollavano, le grandi banche presentavano immani problemi. Imprese ferroviarie già ben avviate come la Nordbahn e la Raaberbahn dovettero chiedere sussidi statali. Anche la Ferdinandea si mise in coda. A Vienna continuarono le trattative fra i rappresentanti delle due società; il tutto frammisto a non troppo sotterranee lotte di potere fra i grandi ministri dell'impero
Nella sostanziale immobilità decisionale, Eskeles cercava di liberarsi della Milano-Monza, il suo ingresso in quella ferrovia era solo un tentativo di speculazione finanziaria che consisteva nel vendere le azioni di quella società dopo averne fatto salire artificialmente il valore. Il valore era infatti salito ma i concorrenti della Ferdinandea ebbero facile gioco nel dimostrare una serie di scorrettezze legali che costrinsero l'imperatore a bloccare la vendita di queste azioni. Eskeles rimase “con il cerino in mano”.
Con alcune proposte rientrò in campo anche Cattaneo che non aveva abbandonato gli studi del settore. La commissione Castelli con sollecitazioni di vario tipo uscì dalla “neutralità” che avrebbe dovuto permearla ed esplosero altre feroci polemiche cui parteciparono ingegneri di varia caratura fra cui Pietro Paleocapa, prestigioso direttore generale delle Pubbliche Costruzioni. Si formò un gruppo che si potrebbe definire il partito di Treviglio e si venne così a delineare anche in un'ottica politica. Paradossalmente la linea di Treviglio veniva difesa nella Gazzetta Privilegiata di Venezia e i maggiori sostenitori erano i veneziani Mani e Pezzato che appoggiavano l'ingegnere milanese Carlo Possenti. In questo infuriare, l'ingegner Milani era al centro di una sua personale battaglia contro Cattaneo, la commissione Castelli, e la Direzione della Società.
Il 12 agosto 1841 si tenne il Congresso degli azionisti. Erano divisi su tutto, i milanesi dai veneziani, entrambi dai “Bergamaschi” (intesi come azionisti della Ferdinandea ma interessati alla deviazione per Bergamo). Dopo aspri contrasti il congresso venne aggiornato. Vennero addirittura imposte misure restrittive alla stampa per frenare gli sbalzi nel corso delle azioni della Società ed entrò in gioco anche la Cancelleria aulica di Vienna che osservò che si erano già sprecati due anni dei dieci concessi per l'attivazione del servizio e invitava la direzione a non modificare il tracciato oggetto del privilegio e a dare inizio ai lavori anche in territorio lombardo. Metternich si era reso conto dell'importanza di una rete ferroviaria non solo dal punto di vista militare ma anche da quello economico; i piccoli stati confinanti; Prussia, Principati renani, Regno di Sardegna avevano elaborato progetti che, se realizzati, avrebbero minacciato la supremazia commerciale dell'impero escludendolo dal transito delle merci dal Mediterraneo all'Europa del nord. Per non lasciare il settore alle iniziative dei privati e per non dover provvedere esborsi finanziari impossibili alle disastrate condizioni delle casse imperiali, il 19 dicembre 1841, con Sovrana Disposizione, si procedette alla creazione della Direzione generale delle strade ferrate. Questo cambiamento fece slittare la data del congresso del 1842 per permettere alla neonata Direzione di prendere atto delle nuove condizioni. Era infatti fuori discussione un coinvolgimento finanziario dello Stato, la Direzione della Società doveva mantenere il tracciato previsto dal privilegio, le difficoltà interne dovevano essere appianate e i capitali disponibili dovevano essere dichiarati. I vantaggi erano che la Ferdinandea era stata dichiarata Strada dello Stato. Significava la possibilità di un eventuale intervento statale di sostegno. Così il possibile aiuto avrebbe rassicurato gli azionisti, il chiaro indirizzo della strada sulla linea Brescia-Treviglio-Milano avrebbe bloccato l'azione dei bergamaschi.
La pesante crisi finanziaria europea mieteva vittime. Oltre il 30% dei certificati azionari non mantenne l'impegno e molti preferirono vendere le azioni in perdita piuttosto che aderire agli oneri sociali. Le lotte di potere viennesi fra Metternich, il viceré Ranieri e il ministro delle Finanze Kübeck non facilitarono le cose e nelle terre italiane si venne a creare un partito della liquidazione che sperava nell'intervento dello Stato per evitare la bancarotta.
Il 28 aprile 1842 al Congresso di Milano la Direzione presentò le dimissioni. Dopo movimentate discussioni, le votazioni portarono alla schiacciante vittoria del partito di Treviglio (il gruppo di azionisti che non intendeva far passare la linea per Bergamo) e a una nuova Direzione Questa non riuscì però a raccogliere i capitali che dovevano essere versati dagli azionisti morosi, la camera Aulica non concesse una richiesta proroga e l'intero piano economico della Commissione crollò. L'ingegner Duodo venne criticato e licenziato, Milani venne riassunto.
Nell'estate del 1842 continuarono i tentativi dei concorrenti che “consigliarono” la Società di evitare la costruzione della stazione di Milano Porta Tosa e utilizzare le tratte della Milano-Monza e della costruenda Bergamo-Monza per fruire della stazione di Milano Porta Nuova. Milani convinse la direzione ad acquistare il terreno a Porta Tosa e a iniziare la costruzione della tratta Milano-Treviglio.
In novembre Kübeck presentò un progetto per cui lo Stato avrebbe aiutato la Società con proroghe delle concessioni e altri benefici a patto che la società si mettesse “sotto tutela” dello Stato. Gli speculatori rifiutavano nel timore di vedere azzerato il valore delle azioni. I lombardo-veneti, interessanti al progetto industriale, si accordarono. L'imperatore, con la Sovrana risoluzione del 14 dicembre 1842 diede il via alla ristrutturazione. Una delle conseguenze fu che il banchiere viennese Daniel Eskeles non riuscì a ottenere – in quel momento- il dirottamento della linea verso Bergamo e la congiunzione con la Milano-Monza di cui aveva acquistato le azioni da Johann Putzer von Reibegg nella speranza di sfruttare e unificare le due diverse linee e Società.
Dopo tante battaglie finanziarie, legali e politiche, si giunse finalmente a un evento industriale; venne aperta la tratta da Marghera a Padova, prodromo del congiungimento a Venezia tramite il Ponte in fase di alacre costruzione Già in luglio era praticamente terminata la massicciata dalla laguna a Padova, erano finiti i lavori in muratura (soprattutto ponti) e la posa di un binario era fatta per circa il 15% del tracciato. In agosto vennero redatti i regolamenti e predisposte le tariffe e vennero montate le quattro locomotive a sei ruote, della Sharp & Roberts di Manchester, giunte via mare al deposito di Mestre. Erano chiamate: Italia, Insubria, Antenore e Adria. L'8 novembre furono collaudate altre due nuove locomotive, Leone e Serpente.

### Prima inaugurazione: la Marghera-Padova
Il 4 dicembre 1842 si ebbe la corsa di controllo con l'ingegnere Ferg e l'ingegnere Milani alla guida dell'Antenore che trainava due carri merci, quattro carrozze di prima classe, due di seconda una di terza. Tre capitreno e cinque frenatori completavano l'equipaggio; 41 guardiani agitando convenzionalmente bandierine bianche e rosse garantivano la libertà del binario. Il treno percorse il tragitto in un'ora e cinque minuti. Oltre alle soste nelle varie stazioni. Il 12 dicembre avvenne l'inaugurazione con un convoglio di 12 vetture gremite di 350 rappresentanti delle autorità civili, militari e religiose. Il 14 dicembre lo stesso Viceré e la Corte percorsero il tragitto da Padova a Marghera. Nei primi dieci giorni la curiosità e la comodità portarono la frequenza giornaliera a circa 1.000 persone al giorno, divise su tre corse di andata e ritorno
Restava l'incognita della reazione degli azionisti al diktat di Kübick; il suo piano di ristrutturazione della Società era un “prendere o lasciare”. In gennaio la direzione aveva predisposto un piano finanziario per raccogliere i sei milioni con cui proseguire da Padova verso Verona e iniziare i lavori alla Milano – Treviglio.

Le tensioni interne erano enormi, e i fautori di linee alternative sempre operanti, anche i “Bergamaschi” non si sentivano sconfitti. L'inizio dei lavori verso Treviglio era considerato una forma di difesa della Direzione per il suo operato. La lotta fra gli azionisti coinvolse anche le alte autorità dell'impero. Metternich ebbe a riconoscere che la causa del male era la spinta di Eskeles alla speculazione e che ora tutto era 
(Ibidem, p. 387.)
I primi consuntivi economici resero evidente che, nonostante i problemi, i risultati erano incoraggianti, ma che i costi di costruzione sarebbero stati molto elevati anche tenuto conto di misure di contenimento come un solo un binario per i primi tempi, impianti costruiti al risparmio e così via. Il commissariamento della Società fu reso necessario a garanzia del Governo che a sua volta operava “sostanzialmente a tutela degli interessi privati che avrebbero dovuto teoricamente coincidere con quelli pubblici” Ogni operazione della società doveva essere attentamente vagliata, ogni progetto di dettaglio doveva essere approvato, ogni tratta doveva essere aperta dopo autorizzazione. Ogni quindici giorni doveva essere mandato un rapporto a Vienna.
Ottenuti fondi e copertura governativa i lavori ripresero. A Milano il 30 maggio 1843, all'angolo fra la Strada Consorziale (l'attuale via Marcona) e la strada di Circonvallazione (oggi viale Premuda), con una solenne cerimonia celebrata da una litografia di Giovanni Elena si tenne la posa della pietra auspicale della stazione di Porta Tosa e quindi della tratta Milano – Treviglio. A metà maggio era stata aperta la prima gara di appalto per i movimenti di terra. Nel giugno 1843 iniziarono le pratiche degli espropri. I primi lavori di sterro, però, iniziarono solo all'inizio del 1844.
A metà del 1845, la massicciata della linea di Treviglio era quasi completata e anche i binari erano posati per 28 km, tre ponti principali erano terminati. In Veneto i lavori del Ponte proseguivano con regolarità. Ai primi di marzo 1843 erano iniziati i tracciamenti della tratta da Padova a Vicenza.
Nella seconda metà del 1844 il progetto della stazione di Venezia venne rivisto, Milani presentò un nuovo progetto, più vasto. Così, nei primi mesi del 1845, dopo aver espropriato alcuni immobili privati, calli ed edifici di proprietà pubblica, iniziarono i lavori per la costruzione della stazione di S. Lucia. Anche fra Padova e Vicenza i lavori procedevano con una certa alacrità. L'ufficio tecnico dell'ingegnere Milani aveva già iniziato la progettazione della tratta Vicenza – Verona.

### Ancora difficoltà
La situazione sembrava aver ripreso un corso promettente e si pensava di poter programmare i lavori da Verona a Brescia e fino al 1849 quando, nel corso della riunione delle Direzioni fra il 15 e il 19 dicembre 1844 si scoprì che il passivo era arrivato a una cifra tale che anche il versamento del 6% da parte degli azionisti, previsto il 31 gennaio successivo, non avrebbe colmato il disavanzo. Kübeck, in un rapporto all'imperatore, esaminò due possibilità: il passaggio allo Stato dell'impresa che ormai aveva raccolto la metà del capitale sociale o il riesame dell'ordine del giorno del prossimo congresso degli azionisti. Il ministro cambiò completamente l'o.d.g. mettendo così in azione i vari uffici legali dei grandi azionisti.
La ridda di suppliche, decisioni, documenti, irrigidimenti, opposizioni è degna di un romanzo. Si giunse perfino alla ricerca di capitali nel mondo britannico per iniziativa di Daniele Manin, avvocato veneziano molto attivo nelle vicende della Ferdinandea. Manin si rivolse al finanziere britannico Ralph Bonfil, che propose un lancio di azioni sul mercato londinese. A fronte di un suo prestito di 25.000.000 di lire, chiedeva però –assieme ad altri vincoli- che le azioni gli fossero fornite alla pari e che la costruzione della strada ferrata venisse affidata a I.K. Brunel, celebratissimo ingegnere ferroviario del periodo. Ovvio l'effetto che ebbe la proposta su un Milani che vedeva in forse il suo posto e i suoi progetti.
Al congresso degli azionisti che si tenne a Venezia il 24 luglio 1845 la Direzione presentò i lavori svolti nell'ultimo anno: si stavano per aprire due tratte importanti che avrebbero dato un certo reddito; la Milano - Treviglio e la Vicenza - Padova per un totale di 66 chilometri, il ponte sulla laguna era anch'esso a buon punto ed erano stati già presentati i progetti esecutivi di altri 79 chilometri della Vicenza–San Bonifacio. La situazione finanziaria era, però, come già si è descritta.
Furono cambiati i componenti della Direzione, lo Stato attraverso Kübeck intervenne pesantemente e fu consigliato di affidare la costruzione all'ingegnere Carlo Ghega, anch'egli molto noto per la direzione della costruzione della ferrovia del Semmering.
Nella seconda metà del 1845 la direzione veneta, fra polemiche e discussioni, forzò l'incremento dei lavori ricorrendo perfino alle stazioni provvisorie in legno, in contrasto con le prescrizioni della Direzione delle strade ferrate dello Stato cui competeva la sicurezza dei trasporti ferroviari.
Sulla base della sovrana risoluzione del 20 settembre 1845, nel settembre di quell'anno Kübeck diede inizio al confronto per la convenzione con i delegati della Ferdinandea. I colloqui si conclusero il 3 gennaio 1846. Le due direzioni di Milano e Venezia vennero unificate. La convenzione venne ratificata dall'imperatore il 18 gennaio 1846.
Nel marzo 1846, a Venezia, venne costituito il Comitato della Società dell'I.R. strada ferrata Ferdinandea Lombardo-Veneta. Per la progettazione, la gestione dei lavori e l'esercizio delle tratte già costruite venne creato ad hoc un nuovo organo statale: l'I.R. Ispettorato della strada ferrata Ferdinandea Lombardo-Veneta.
In aprile si procedette all'inventario dei beni della Società. Il saldo attivo avrebbe dovuto essere di oltre tre milioni di lire. In realtà mancavano due milioni e un altro milione e mezzo dovette essere pagato per forniture di macchine. Il preventivo steso dal Comitato per la costruzione dell'intera linea superava le disponibilità per cui, in base alla convenzione del 3 gennaio 1846, lo Stato emise un prestito di 9.000.000 di lire al 5% di interesse.
L'11 gennaio 1846 venne inaugurato il tratto Venezia–Vicenza, compreso il ponte sulla laguna; il 14 gennaio iniziarono le corse commerciali da Venezia Santa Lucia a Vicenza. Tre coppie di treni viaggiatori ordinari fra le due città; il tempo di percorrenza si aggirava sulle due ore e dieci minuti. Tre treni ‘speciali’ correvano fra Santa Lucia e Mestre. Il mese successivo iniziarono le corse sulla Milano-Treviglio; anche qui i viaggiatori avevano a disposizione tre coppie di treni ordinari. Il viaggio da Venezia a Milano richiedeva così 26-32 ore compresa la tratta Vicenza-Treviglio da percorrere su strada; la riduzione dei tempi, comunque era di circa dieci ore.
L'Ispettorato tecnico ed amministrativo per la strada ferrata Ferdinandea lombardo-veneta era entrato in vigore il 21 aprile 1846 diretto dall'ingegnere veronese Guido Avesani. L'Ispettorato procedette a una decisa revisione dei progetti soprattutto fra Verona e Brescia e istituì un ufficio tecnico a Chiari per livellare la tratta Brescia-Treviglio. Nel novembre 1846 la Camera aulica approvò il progetto della tratta Verona-Vicenza.
Nell'inverno del 1847 il governo imperiale spinse per l'assunzione di sterratori fra la popolazione senza lavoro e stretta nella morsa della crisi economica. Le fonti parlano di 2.000-3.500 assunti ma qualcuno porta la cifra a ben 13.000 uomini. Verso l'estate, però, buona parte di essi ritornò a casa per i consueti lavori agricoli.
All'inizio del 1847 l'Ispettorato aveva steso i preventivi per le tratte Vicenza-Verona e Treviglio-Brescia. Mancava circa il 50% delle somme necessarie per portare l'opera a compimento. Venne emessa una Sovrana risoluzione per una sovvenzione di 3 milioni di fiorini e i lavori poterono continuare ma costruendo una linea a semplice binario e con impianti provvisori.
Nell'agosto 1847 venne presentato il progetto della tratta Treviglio-Brescia, ma il 18 dicembre tutto si fermò nuovamente a seguito dell'aumento delle spese militari nel Lombardo-Veneto.
La pesante crisi economica non risparmiava le imprese ferroviarie. Fino all'ottobre del 1846 la Camera aulica, cercando di sostenere le quotazioni, aveva acquistato titoli ferroviari a prezzo sostenuto. Nel 1847 però Kübeck, per far fronte alle enormi spese militari, fu costretto negoziare un prestito di 80.000.000 di fiorini (240 milioni di lire austriache). Tre grandi banchieri sottoscrissero il prestito; erano Sina, Arnstein (& Eskeles) e Rothschild, gli stessi che vendevano allo Stato, ad alto prezzo, le loro azioni delle imprese ferroviarie.
Quando in ottobre lo Stato austriaco cessò di acquistare le azioni delle ferrovie, risultò proprietario del 58% della Lombardo-Veneta (la cui principale interessata era la Arnstein & Eskeles) con in mano 30.000 azioni su 50.000. Il ministro poteva fermare qualsiasi decisione avversa degli altri azionisti.

### La Ferdinandea e i moti del 1848
Nel 1848 in tutto l'impero scoppiarono i famosi moti rivoluzionari; a Milano si ebbero le “Cinque Giornate” che terminarono il 22 marzo con la cacciata degli austriaci dalla città. Contestualmente Venezia si liberò degli austriaci e il 21 marzo proclamò la Repubblica di San Marco. Poi Carlo Alberto entrò in Lombardia con l'esercito del Regno di Sardegna e i volontari di tutta Italia.
Il 27 marzo 1848 pochi giorni dopo la proclamazione della Repubblica di San Marco, il Comitato e l'Ispettorato vennero sciolti e sostituiti da un più modesto “Ufficio costruzioni delle strade ferrate lombardo-venete”. Il governo della Repubblica impose al Comitato un prestito forzoso e la requisizione delle azioni di proprietà statale.
Nel corso dell'anno la linea ferroviaria venne molto utilizzata per sostenere i rivoltosi delle varie città più direttamente interessate ai combattimenti. I ferrovieri vennero inquadrati in un reparto speciale. Con l'assedio della Serenissima i materiali ferroviari rotaie, traversine, e anche le caldaie delle locomotive, vennero utilizzati per la difesa della città assediata. I ponti – compreso quello sulla laguna- vennero danneggiati pesantemente. L'ingegnere Milani che partecipava alla difesa della città col grado di colonnello cercò di difendere la “sua” opera, aspramente attaccato da Niccolò Tommaseo. La Serenissima, stremata dalla fame e dal colera, si arrese solo il 18 agosto 1849.

### Negrelli e il ripristino della ferrovia
Già un anno prima, nell'agosto 1848 dopo la rioccupazione di Milano, il governo austriaco aveva dato la precedenza ai lavori di ripristino della ferrovia. Venne nominato uno speciale commissario per le ferrovie lombardo-venete nella persona di Luigi Negrelli. Dotato di grandi capacità tecniche ed organizzative, Negrelli era quello che si poteva definire “un leale suddito dell'impero”. Nondimeno passò sopra alla maggior parte dei precedenti rivoluzionari del personale ferroviario per mantenere una capacità operativa del settore.
Il lavoro di Negrelli doveva scontrarsi con l'indebitamento dello Stato. Il ministro Bruck, nominato alle Finanze, dovette tagliare spese e progetti limitando l'avanzamento dei lavori alla tratta Chiari-Brescia, al completamento della Vicenza-Verona e da Verona verso Desenzano, al prolungamento Mestre verso Palmanova, da Mantova verso Casalmaggiore iniziando trattative con i ducati per l'allacciamento alla Strada ferrata Centrale Italiana di cui si iniziava a parlare e che verrà avviata con la Convenzione del 1º maggio 1851.
Probabilmente con la spinta suppletiva di Radetzky che doveva rinforzare le truppe attorno a Venezia, la tratta Vicenza-Mestre venne riaperta il 14 dicembre 1848. Il 29 giugno 1849 i binari arrivarono a Marghera dopo la caduta del Forte avvenuta il 26 giugno. Essendo Verona il caposaldo principale del famoso Quadrilatero, pur nella penuria economica, il tratto Verona P.V. - Vicenza fu inaugurato il 2 luglio 1849.
Al Congresso degli azionisti tenutosi a Vienna il 19 marzo 1849 (mentre Venezia e gli ungheresi erano ancora in armi) Negrelli espose le sue necessità rivelando che sarebbero stati necessari 50 milioni per completare la ferrovia. Eskeles, che era stato chiamato a dirigere il rinato Comitato, propose di cedere l'intera società allo Stato che, d'altronde, era già il socio di maggioranza. La proposta ricevette l'unanimità dei consensi. Alla fine del 1849 venne sciolto l'Ispettorato e venne creata, sempre a Verona, la I.R. Direzione superiore delle pubbliche costruzioni, strade ferrate e telegrafi del Regno Lombardo-Veneto con direttore Negrelli.
Il 29 giugno 1850 venne aperta al servizio l'intera tratta Venezia S.L. - Verona P.V. dopo la ricostruzione delle parti del ponte sulla laguna distrutte dai rivoluzionari. La tratta era percorribile in circa 3h 40' per i treni ordinari e 2 ore 50' per i treni celeri con fermate solo a Mestre, Padova e Vicenza. Nello stesso anno fu approvato il progetto Verona - Brescia che però poté essere aperto al traffico solo nella primavera del 1854.
Il 19 marzo 1851 venne perfezionata la cessione allo Stato della ferrovia Milano-Como. La stampa lombardo-veneta ipotizzava che i lavori appaltati fra il 1851 e il 1852, tesi a completare le tratte Brescia - Coccaglio, fossero la premessa per unirsi a Palazzolo e di “sviare” il percorso a Bergamo e poi per Monza raggiungere la stazione di Porta Nuova a Milano. Milano Porta Tosa sarebbe stata abbandonata.

### 1852: la fine della società
Il 9 giugno 1852, dopo lunghe trattative fra lo Stato e i rappresentanti dei rimanenti azionisti privati, la società passò totalmente fra le proprietà statali. Cessava l'attività della I.R. Società Ferdinandea Lombardo-Veneta.
La politica di nazionalizzazione delle ferrovie italiane e ungheresi era sostenuta principalmente da motivi militari e strategici. Alla fine del processo, in mano ai privati rimaneva solo la Nordbahn e la Raaberbahn. Il costo annuale della rete ferroviaria statale assommò a circa sei milioni, solo parzialmente coperti dai ricavi dell'esercizio.
Dopo soli due anni, nel 1854, i dirigenti austriaci, avendo compreso di aver sottoscritto un cattivo affare, cercarono nuove soluzioni per le strade ferrate dell'impero. Per quanto riguarda la Ferdinandea, con ritorno del ministro Bruck alle Finanze, nel 1856 ripresero i contatti con i privati per la cessione delle linee italiane.
Con la Convenzione concernente l'assunzione, la costruzione e l'esercizio delle ferrovie nel Regno Lombardo-Veneto, firmata a Vienna il 14 marzo 1856, si fissavano i prodromi per la nascita della Imperial-regia società privilegiata delle strade ferrate lombardo-venete e dell'Italia Centrale.